# Аеродром (община)
Община Аеродром (мак. Општина Аеродром) — община в Північній Македонії. Община є адміністративною одиницею-мікрорайоном столиці країни — Скоп'є, розташована на півночі Македонії, Скопський статистично-економічний регіон, з населенням 98 382 мешканців, які проживають в общині, площа якої 21,85 км².